# Brežice
Brežice este un oraș din comuna Brežice, Slovenia, cu o populație de 6.856 de locuitori.